# Scooby-Doo och Loch Ness-monstret
Scooby-Doo och Loch Ness-monstret är en film från 2004 baserad på TV-serien om Scooby-Doo av Hanna-Barbera.

## Handling
Scooby-Doo och gänget åker till Loch Ness där Daphne ska möta sin kusin. När de kommer dit får de veta att några ungdomar har blivit anfallna av Loch Ness-odjuret. Gänget möter konstiga människor i Loch Ness, som Duncan McGovin, Fiona Pennbroke och Dell samt några till. Efter att bli jagade av Nessie på land och i vatten avslöjas Nessie men när de åker får de reda på att den riktiga sanningen fortfarande ligger på sjöns botten.